# Undercover Man (film 1942)
Undercover Man è un film del 1942 diretto da Lesley Selander.
È un western statunitense con William Boyd, Andy Clyde e Jay Kirby. Fa parte della serie di film western con protagonista il personaggio di Hopalong Cassidy (interpretato da Boyd) creato nel 1904 dallo scrittore Clarence E. Mulford.

## Produzione
Il film, diretto da Lesley Selander su una sceneggiatura di J. Benton Cheney, fu prodotto da Harry Sherman tramite la Harry Sherman Productions e girato nell'Iverson Ranch a Chatsworth e a Kernville, in California, dal 16 febbraio 1942. Il titolo di lavorazione fu Hands Across the Border.

## Distribuzione
Il film fu distribuito negli Stati Uniti dal 23 ottobre 1942 al cinema dalla United Artists.
Altre distribuzioni:
- in Svezia il 4 settembre 1943
- in Danimarca il 26 dicembre 1955 (Guldrøverne fra Mexico) (Nattens mysterier)
- in Danimarca il 31 ottobre 1965 (redistribuzione)